# Vacum
För andra betydelser, se Vacuum.
Vacum var ett punkband från Sundsvall som startades 1979 av Mats Hammerman (sång), Cathrine Fandén (trummor), Stephan Segermark (gitarr) och Lars Holma (bas).

## Historik
Vid denna tid fanns det omkring ett hundra punkare i Sundsvall. Det föreföll som att Sundsvall hade väldigt många band, men många punkare spelade i flera band samtidigt. En samlande punkt i punkkulturen var musikföreningen Sundsvalls Musikforum Pipeline, där "Punksvall var manifestet, Pipeline var scenen".
Bandet lade ned sommaren 1985 efter 3 album, 4 singlar och diverse samlingsskivor. Bandet gjorde närmare 160 spelningar runt om i Sverige och en i Norge. 1982 turnerade bandet som förband till engelska Theatre of Hate.
Vacum har återförenats vid olika tillfällen och i olika sättningar, senast 2019. 2020 släppte bandet albumet Korståg där de tar sin postpunk repertoar tillbaka till punkrötterna. 2023 släppte de singeln Pang - Du är död!

### Medlemmar
- Mats Hammerman (1979-2023)
- Stephan Segermark (1979-2023)
- Anders Olsson (1979-2023)
- Lars Holma (1979)
- Cathrine Fandén (1979-1983)
- Ulf "Sankan" Sandquist (1979-1983)
- Magnus Lindh (1983-1985)
- Patrik Högl (1983-2023)

## Diskografi

### Album
- 1980 – Rädd för tystnaden (Massproduktion, Mass LP-11)
- 1983 – Den sista vintern (Massproduktion, Mass LP-24)
- 1985 – Flugor och rosor (Massproduktion, Mass LP-31)
- 2020 – Korståg (Massproduktion, Mass LP-191)

### Singlar och EP'n
- 1979 – Vacum EP
- 1980 – Maskerad/Nr 20 006/Den Perfekta Människan
- 1982 – Vem lyder?/De groteska clownerna/Livet som en krets
- 1984 – Dagar imorgon/Ännu ett år
- 2018 – Kärlekens Kleptomaner EP (demo inspelad 1984)
- 2019 – Pang du är död
- 2020 – The Hollow Men (outgiven låt från 1980)
- 2020 – Korståg
- 2020 – Survivors
- 2023 – Pang - du är död!/Jag vill inte se dig gå

### Samlingar
- 1979 – Sundsvallspunk vol 1 EP- medverkar med en låt (Massproduktion, Mass Z-03)
- 1980 – Andra Branden EP - medverkar med två låtar(Massproduktion, Mass Z-06)
- 1981 – Andra Bränder- medverkar med en låt (Massproduktion, Mass LP-13)
- 1985 – En samling Rock från Sundsvall - dubbelLP medverkar med två låtar (Massproduktion, Mass LP-27)
- 1999 – We're only in it for the money - samlingsCD - medverkar med en låt
- 2003 – Punksvall 1979-1980- samlingsCD-  medverkar med 12 låtar
- 2019 – Massproduktion 40 år - medverkar med en låt
- 2020 – Rädd för tystnaden/Korståg - Dubbel-LP (Mass LP-191)